# Mona verda comuna
La mona verda comuna (Cercopithecus aethiops) és una espècie de primat catarrí de la família dels cercopitècids. És una mona de 40-60 cm de llargada, als quals cal afegir fins a 80 cm de cua.
Viu a àmplies zones de l'Àfrica subsahariana, tant en zones de sabana com en boscos. És comuna a zones humanitzades. Viu en grups que poden arribar a comptar amb fins a una centena d'individus. Té una alimentació molt variada i, tot i que els vegetals són el seu aliment bàsic, és capaç de menjar-se qualsevol cosa que sigui comestible.

## Taxonomia
La taxonomia d'aquesta espècie és discutida. Algunes fonts opinen que aquesta espècie i la resta de les que formen el gènere Chlorocebus són en realitat una única espècie.

## Cèl·lules Vero
Les cèl·lules Vero deriven del ronyó de la mona verda comuna. Es tracta d'una línia cel·lular que es va desenvolupar el 27 de març de 1962 pels investigadors Yasamura i Kawakita a la Universitat de Chiba, Japó. "Vero" prové de l'abreviació de "Verdo Reno", que significa "ronyó verd" en esperanto.
Les cèl·lules Vero són susceptibles a un ampli rang de virus, incloent la poliomielitis, la rubèola, arbovirus i rebovirus. Juntament amb el seu ràpid creixement en cultiu, és útil per a produir vacunes.